# Partagás
 (mars 2015).
Si vous disposez d'ouvrages ou d'articles de référence ou si vous connaissez des sites web de qualité traitant du thème abordé ici, merci de compléter l'article en donnant les références utiles à sa vérifiabilité et en les liant à la section « Notes et références ».
Partagás  est une marque de cigares cubains classée dans le milieu supérieur (medio alto) de la pyramide des marques selon la société Habanos S.A. qui la commercialise.

## Histoire de la Marque

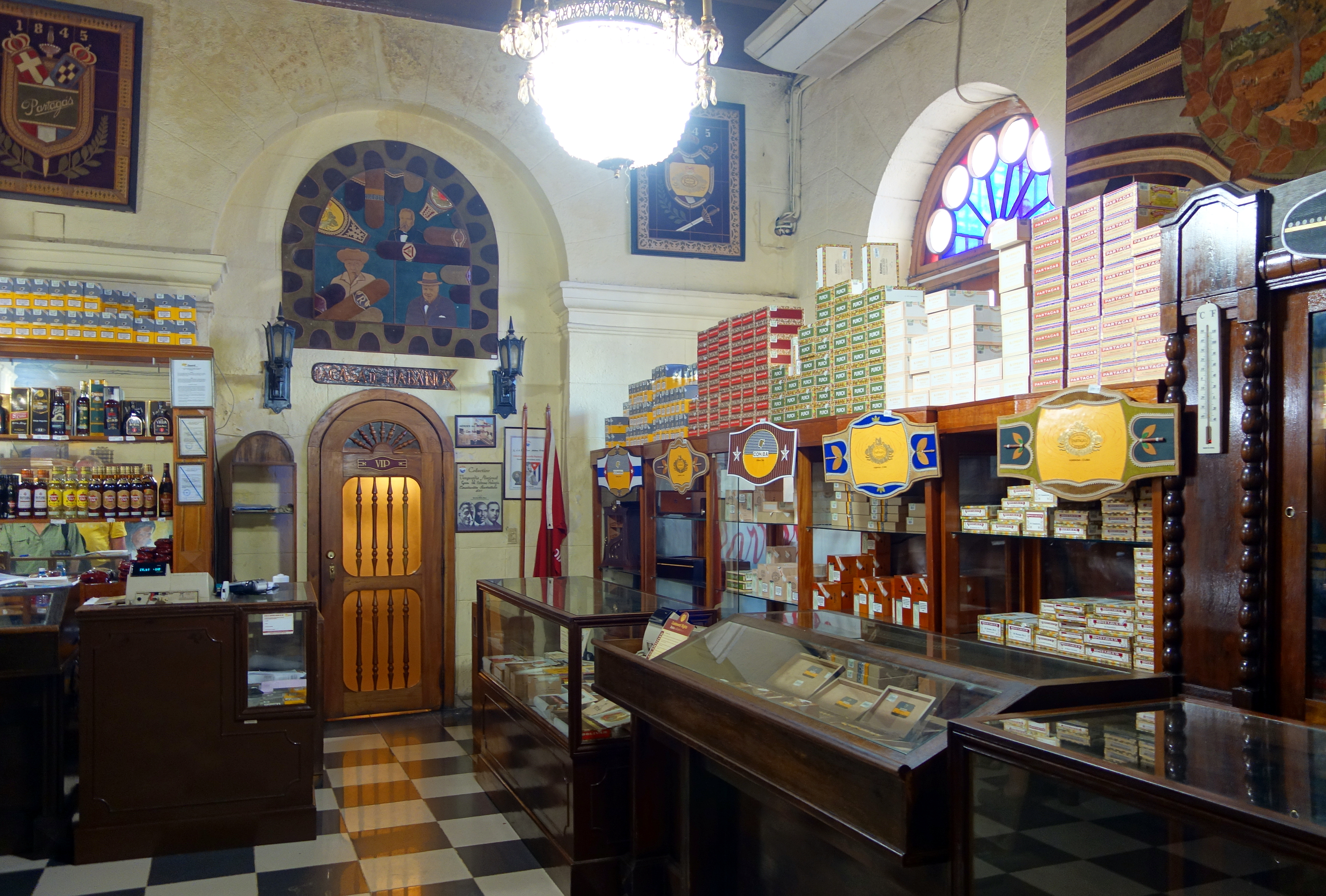
Le magasin de la Real Fabrica de Tabacos Partagás à La Havane.

Partagas est une des plus anciennes fabriques de cigares de Cuba encore en activité. Elle a été fondée en 1845 par un espagnol immigré à La Havane, Jaime Partagas Ravelo. Il installe sa manufacture, la plus grande de Cuba, en plein cœur de la ville, rue Industria, où elle se dresse toujours de nos jours, sous le fronton indiquant "Partagas real fabrica de tabacos" (manufacture royale de tabacs Partagas).
Jaime Partagas veillait personnellement au respect de critères de qualité dans la production de ses cigares. Il fut un des premiers propriétaire de manufacture à acquérir des plantations de tabac dans la Vuelta Abajo pour pouvoir ne sélectionner que les meilleurs. Il est aussi connu pour avoir, en 1860, initié la pratique de la lecture à voix haute d'œuvres littéraires pendant les longues heures de roulage au sein des ateliers.
Il fut assassiné en 1868, dans des circonstances mal éclaircies, laissant courir différents mythes, notamment celui d'une affaire de cœur finissant mal. La manufacture Partagas fut reprise par son fils, Jose Partagas, qui finit par la céder au tournant du siècle, la marque finissant dans les mains de la famille Cifuentes, d'abord en association en 1900, puis seule à partir de 1940.
Après guerre, la marque était la plus exportée et la plus connue de l'île. Les affaires florissantes permirent l'acquisition d'autres marques, comme Bolivar et La Gloria Cubana.
A la révolution (1959), Partagas est la deuxième fabrique de tabac en volume, derrière H.Upmann. 

## Gamme
La gamme Partagas est extrêmement large, proposant pas moins de 23 modules "classiques" (c'est-à-dire produits en permanence) et de nombreux autres éditions limités ou modules exceptionnels.
La liste donnée ici est donc une sélection purement indicative :
- Série D N°4 (Robusto, Ø 2,0 cm L 12,4 cm), le plus vendu en France ; il existe aussi dans la même série des éditions limitées N°1, 2 et 3
- Lusitanias (Double Corona, Ø 2,0 cm L 19,4 cm)
- Mille Fleurs (Ø 1,7 cm L 12,9 cm), de même appellation qu'un module Romeo y Julieta, mais de goût sensiblement différent, source de confusion chez les fumeurs débutants ou inattentifs
- Churchill de luxe (Ø 1,9 cm L 17,8 cm)
- Cabinet 898, dit 8-9-8 (Dalia, Ø 1,7 cm L 17,0 cm)

## Anecdote
Le révolutionnaire cubain d'origine argentine Ernesto "Che" Guevara ayant été contraint par ses médecins à ne fumer qu'un cigare par jour, la fabrique Partagas créa, dit-on, spécialement pour lui un module exceptionnel, le Visible Inmenso , cigare totalement hors-normes long de près de 50 cm (19 pouces). Commercialisé un temps, ce module ne se trouve plus de nos jours que chez des collectionneurs.